# Villa Möllering

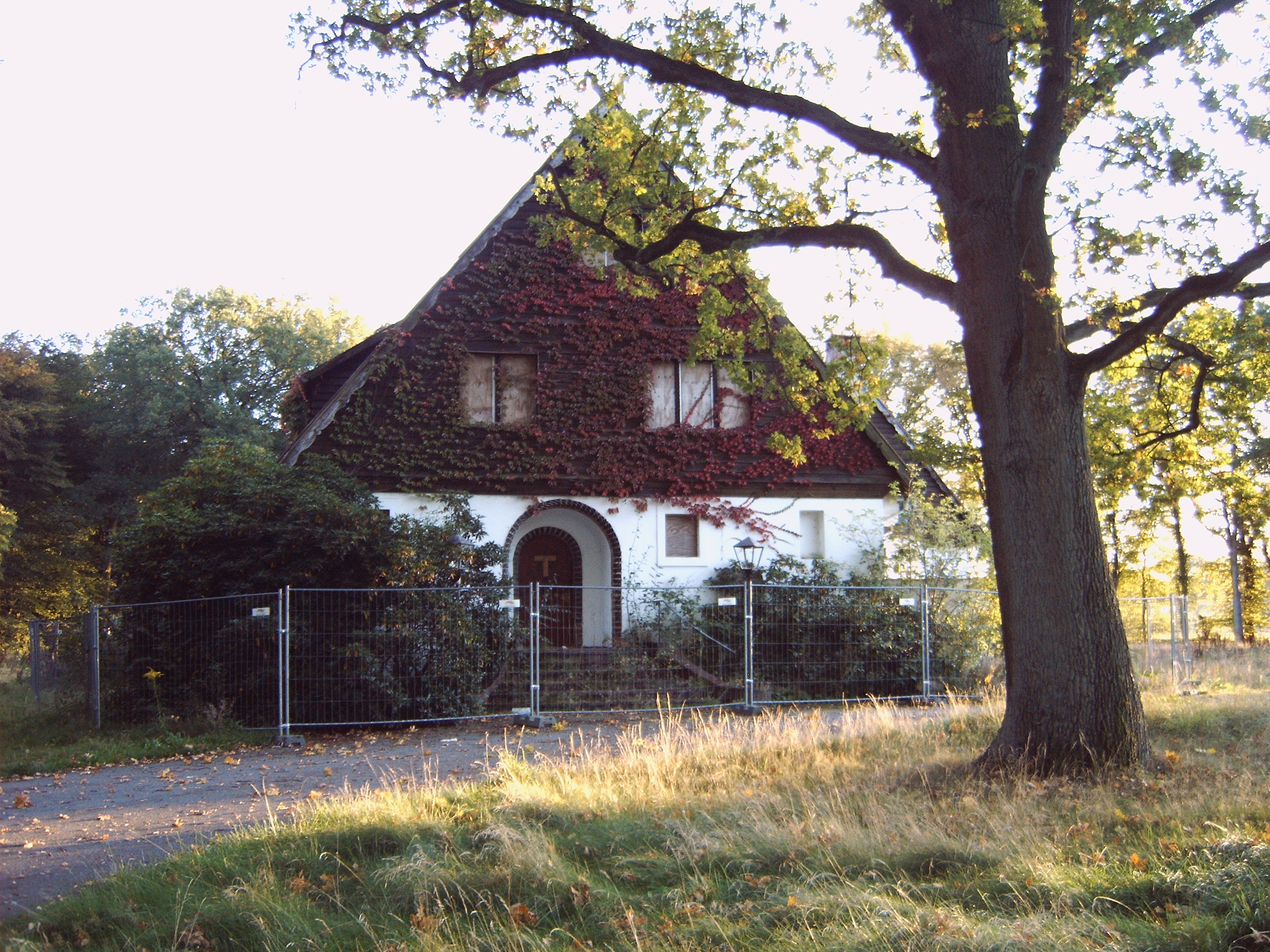
Eingangsseite der Villa Möllering, 2011

Die Villa Möllering (auch: Waldhaus Häcklingen) war eine Villa im Lüneburger Stadtteil Häcklingen in Niedersachsen. Das Gebäude wurde 1906 von den Berliner Architekten Konrad Reimer und Friedrich Körte im Heimatschutzstil errichtet, 2020 bis auf die Giebelwand an der Eingangsseite und 2024 vollständig abgerissen.

## Beschreibung

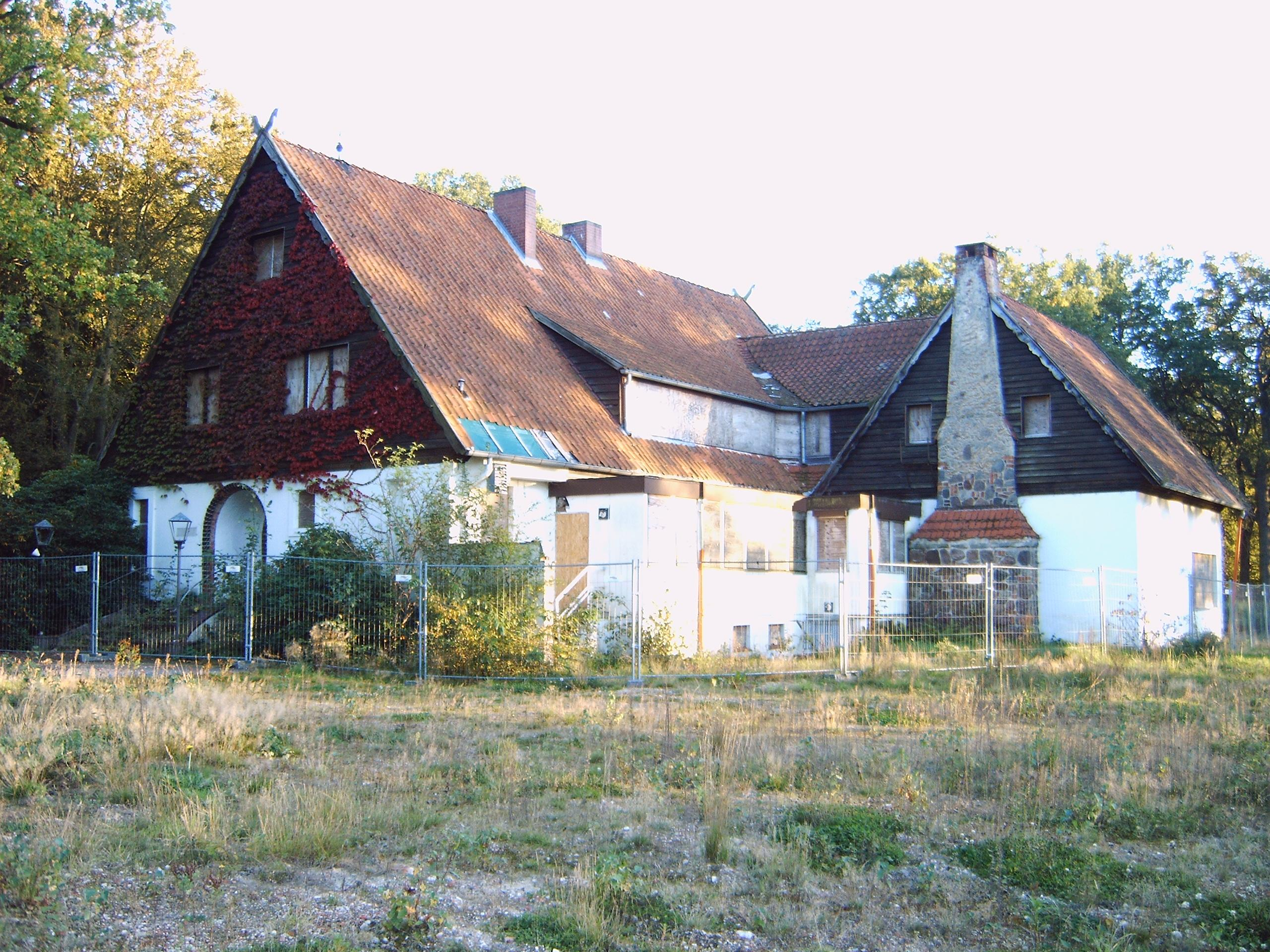
Gesamtsicht vor dem Teilabriss von 2020

Die eingeschossige Villa mit Satteldach befindet sich in Häcklingen, Am Wischfeld 16. Nach einem Besitzerwechsel 1935 wurde das Haus im Stil der Zeit umgebaut und das Portal des Eingangs wurde zu einem Rundbogen umgestaltet. Im Jahre 1938 kamen ein Stall und ein Wohnhaus hinzu. Das Gebäude wurde bis 2007 genutzt und dann wegen seiner architektonischen Qualität sowie seiner Geschichte als Kulturdenkmal eingestuft. 2012 erwarb ein Investor die Villa. Nach längerem Leerstand wurde sie baufällig und aufgrund der Schadstoffbelastung in ihrem Erhalt stark gefährdet. Die Sanierungskosten wurden auf zwei bis drei Millionen Euro geschätzt. Zum Erhalt des Gebäudes bildete sich die Projektgruppe „Waldhaus Häcklingen“. Trotz des bestehenden Denkmalschutzes beantragte der Eigentümer den Abriss wegen wirtschaftlicher Unzumutbarkeit einer Sanierung. Das Niedersächsische Landesamt für Denkmalpflege nahm das Gebäude im Juni 2020 von der Liste der Kulturdenkmale, da der bauliche Zeugniswert aufgrund der Veränderungen als nicht mehr ausreichend angesehen wurde.

## Abriss
Nachdem die Denkmaleigenschaft entfallen war, schlug die Stadt Lüneburg einen Kompromiss zwischen Abriss und Sanierung vor. Der historische Eingangsbereich mit dem Sichtgiebel sollte bestehen bleiben und das Gebäude hinter der Fassade einem Neubau weichen. Darin war neben Wohnungen ein Gedenk- und Lernort vorgesehen, der die Rolle Lüneburgs in den letzten Tagen des Zweiten Weltkriegs beleuchtet.
Beim Teilabriss Ende 2020 wurde das Gebäude bis auf die gemauerte Giebelwand der Eingangsseite abgerissen. An der Giebelwand wurde auch der marode, schadstoffbelastete Holzgiebel entfernt. 2023 wurde bekannt, dass der Investor den geplanten Neubau aus Kostengründen nicht realisiert. Die Gebäudereste sollten an einem anderen Ort erhalten bleiben. 2024 wurde das Gebäude vollständig abgerissen.

## Geschichte

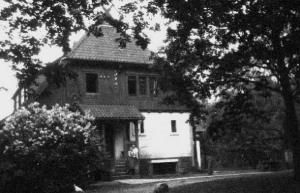
Das Gebäude als Schule, um 1920

Nach der Errichtung wurde anschließend im Jahr 1907 im Gebäude eine Mädchenschule eingerichtet, in der junge Frauen vom Lande in „Frauenberufen“ unterrichtet wurden. Von 1917 bis 1923 war der Haus- und landwirtschaftlicher Lehrbetrieb offenbar dem Reifensteiner Verband zugeordnet. Seit 1935 gehörte das Haus dem Direktor der Lüneburger Kronen-Brauerei Alexander Möllering, der ihm den neuen Namen gab.
Am Ende des Zweiten Weltkriegs wurde Lüneburg am 18. April 1945 von britischen Truppen unter Feldmarschall Bernard Montgomery eingenommen. Montgomery nutzte zunächst in Oedeme das Anwesen des Bauern Knacke als Hauptquartier. Am 30. April 1945 verlegte er das Hauptquartier in die Villa Möllering, dass außerdem der Befehlshaber der 2. britischen Armee, Miles Dempsey, bezogen hatte. Seit dem 1. Mai hielt sich Montgomery mit seinem engsten Stab im „Tactical Headquarters“ auf dem Timeloberg bei Wendisch Evern auf, wo sein Wohnwagen aufgestellt war. Am 3. Mai 1945 fand sich in der Villa Möllering eine Delegation unter Leitung des Generaladmirals Hans-Georg von Friedeburg ein, die von Großadmiral Dönitz gesandt war, der sich mit der letzten Reichsregierung in den Sonderbereich Mürwik abgesetzt hatte. Friedeburg wurde unter anderem von Kampfkommandant Alwin Wolz begleitet. In der Villa fanden zunächst Gespräche über eine von Dönitz angebotene Teilkapitulation statt. Zudem unterschrieb Wolz in der Villa die Bedingungen zur Übergabe der Stadt Hamburg. Da sich das taktische Hauptquartier der britischen Truppen mit Montgomery auf dem Timeloberg bei Wendisch Evern befand, wurde die Delegation unter Hans-Georg von Friedeburg dorthin weitergeleitet. Auf dem Timeloberg wurde am 4. Mai 1945 die Teilkapitulation der Wehrmacht für Nordwestdeutschland, Dänemark und die Niederlande unterzeichnet.
1964 zog in die Villa eine Psychiatrische Klinik ein, die sich seit 2007 in Uelzen befindet (Psychiatrische Klinik Uelzen).